# كاميرا الرجوع للخلف

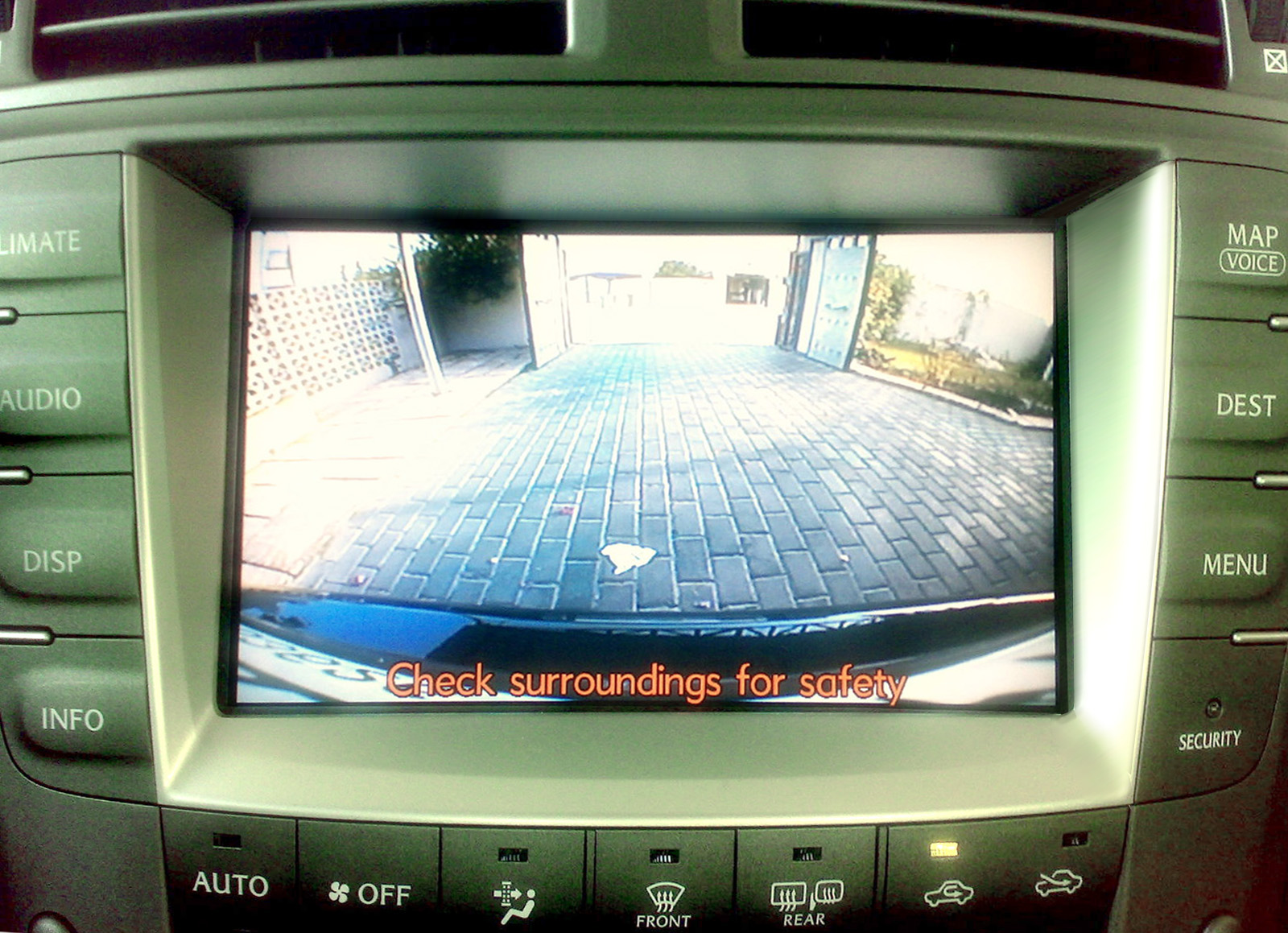
عرض الكاميرا الخلفية على شاشة الملاحة

كاميرا الرجوع للخلف (تسمى أيضًا كاميرا الرؤية الخلفية ) هي نوع خاص من كاميرات الفيديو يتم إنتاجها خصيصًا لغرض توصيلها بالجزء الخلفي من السيارة للمساعدة في التوقف وتخفيف النقاط العمياء الخلفية. كما انها مصممة خصيصًا لتجنب الاصطدام الخلفي. عادةً ما يتم توصيل الكاميرات الخلفية بشاشة عرض داخل كابينة السيارة بالقرب من السائق.

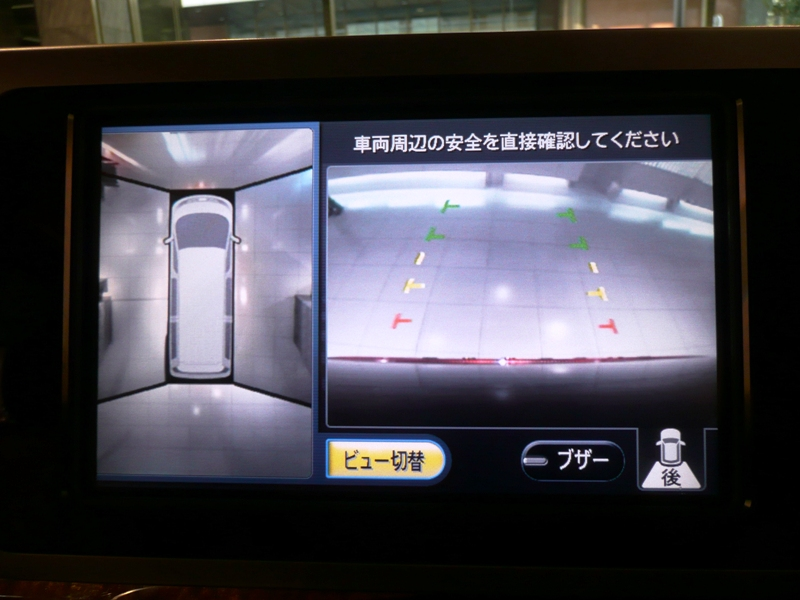
شاشة كاميرا 360 درجة في نيسان إل جراند